# Emperadriu Liang Na
Liang Na o Shunlie, literalment "l'amable i reeixida emperadriu", (116–150) va ser una emperadriu de la Dinastia Han Oriental. El seu marit era l'Emperador Shun de Han. Ella més tard va servir com a regent del seu fill l'Emperador Chong, i pels dos emperadors posteriors de les línies col·laterals, l'Emperador Zhi i l'Emperador Huan. Com a emperadriu vídua i regent, semblava ser diligent i honesta, però confiava massa en el seu germà violent i corrupte Liang Ji, la naturalesa autocràtica del qual finalment el va arrossegar a fer un cop d'estat a l'Emperador Huan després de la mort de l'Emperadriu Vídua Liang, cosa que va portar a la destrucció del clan Liang.

## Família
La futura emperadriu naixeria en el 116. El seu pare era Liang Shang (梁商)—un oficial honest que va ser també el Marquès de Chengshi, sent el net d'una germà de la Consort Liang, la mare de l'Emperador He. Liang Na va ser descrita com diligent en l'artesania i la costura, i també en la història i els clàssics confucians, com una nena.
En el 128, quan ella tenia 12 anys, tant ella com la seva tia van ser seleccionades per ser consorts imperials de l'Emperor Shun. (l'Emperador Shun tenia 13 anys. Ella n'era la consort afavorida de l'Emperador, però sovint rebutjava ofertes per tenir relacions sexuals amb l'emperador, raonant que un emperador havia de ser equitatiu i donar-li oportunitats a altres consorts.) L'Emperador Shun va quedar impressionat amb la seva grandesa. En el 131, quan l'emperador s'estava considerant la creació d'una emperadriu, inicialment considerava demanar-li orientació als Déus i sortejar-lo entre les seves quatre consorts favorites, però després que els funcionaris el dissuadiren del sorteig, ell va considerar a la Consort Liang la més virtuosa, així que la va fer emperadriu a inicis del 132.